# Svjetsko prvenstvo u biatlonu
Svjetsko prvenstvo u biatlonu sportsko je natjecanje u organizaciji Međunarodne biatlonske unije (IBU), u svim biatlonskim disciplinama u muškoj, ženskoj i juniorskoj konkurenciji. Prvenstva se održavaju svake godine, osim u olimpijskim godinama, kako bi se izbjegla dva natjecanja u godini Zimskih olimpijskih igara.
Prvo Svjetsko prvenstvo održano je 1958. godine, samo u muškoj konkurenciji. Žene su imale svoje prvo Svjetsko prvenstvo 1984., a od 1989. Svjetsko prvenstvo je zajedno i za muškarce i žene.
Četiri puta (1990., 1998., 1999., 2000.) nije bilo moguće održati cijeli program na odabranoj lokaciji zbog lošeg vremena ili premalo snijega, pa je dio natjecanja održan na drugoj lokaciji. U povijesti Svjetskih prvenstava u biatlonu natjecanja su se održavala i u olimpijskoj godini i to za one discipline koje nisu bile na olimpijskom programu.
Prvo Svjetsko prvenstvo u biatlonu 1958. za muškarce održano je u gradu Saalfeldenu u pokrajini Salzburg u Austriji, gdje su službeno održane samo pojedinačna utrka na 20 km i neslužbena ekipna utrka. Švedski biatlonac Adolf Wiklund postao je prvi svjetski prvak. Štafeta je službeno uvrštena u program Svjetskog prvenstva 1966. godine.
Najuspješniji biatlonci u muškoj konkurenciji su: Johannes Thingnes Bø (23 zlatnih medalja), Ole Einar Bjørndalen (20), Martin Fourcade (13) i Emil Hegle Svendsen (12), a u ženskoj konkurenciji: Marte Olsbu Røiseland (13 zlatnih medalja), Magdalena Neuner (12), Tiril Eckhoff (10) i Jelena Golovina (10).
Jakov Fak osvojio je broncu za Hrvatsku na Svjetskom prvenstvu u biatlonu u Pyeongchangu 2009. godine u disciplini pojedinačno 20 km. To je jedina hrvatska medalja na Svjetskim prvenstvima u biatlonu i jedina hrvatska medalja na Svjetskim prvenstvima u nordijskim sportovima. Do sada je 28 zemalja osvajalo medalje.

### Mjesta održavanja
| Godina | Mjesto održavanja      |
| ------ | ---------------------- |
| 1958.  | Saalfelden             |
| 1959.  | Courmayeur             |
| 1961.  | Umeå                   |
| 1962.  | Hämeenlinna            |
| 1963.  | Seefeld in Tirol       |
| 1965.  | Elverum                |
| 1966.  | Garmisch-Partenkirchen |
| 1967.  | Altenberg              |
| 1969.  | Zakopane               |
| 1970.  | Östersund              |
| 1971.  | Hämeenlinna            |
| 1973.  | Lake Placid            |
| 1974.  | Minsk                  |
| 1975.  | Antholz                |
| 1976.  | Antholz                |
| 1977.  | Lillehammer (Vingrom)  |
| 1978.  | Hochfilzen             |
| 1979.  | Ruhpolding             |
| 1981.  | Lahti                  |
| 1982.  | Minsk                  |
| 1983.  | Antholz                |

| Godina | Mjesto održavanja      |
| ------ | ---------------------- |
| 1984.  | Chamonix               |
| 1985.  | Egg am Etzel           |
| 1985.  | Ruhpolding             |
| 1986.  | Falun                  |
| 1986.  | Oslo                   |
| 1987.  | Lahti                  |
| 1987.  | Lake Placid            |
| 1988.  | Chamonix               |
| 1989   | Feistritz an der Drau  |
| 1990   | Minsk Oslo Kontiolahti |
| 1991.  | Lahti                  |
| 1992.  | Novosibirsk            |
| 1993.  | Borovec                |
| 1994.  | Canmore                |
| 1995.  | Antholz                |
| 1996.  | Ruhpolding             |
| 1997.  | Osrblie                |
| 1998.  | Pokljuka Hochfilzen    |
| 1999.  | Kontiolahti Oslo       |

| Godina | Mjesto održavanja    |
| ------ | -------------------- |
| 2000.  | Oslo Lahti           |
| 2001.  | Pokljuka             |
| 2002.  | Oslo                 |
| 2003.  | Hanti-Mansijsk       |
| 2004.  | Oberhof              |
| 2005.  | Hochfilzen           |
| 2007.  | Antholz              |
| 2008.  | Östersund            |
| 2009.  | Pyeongchang          |
| 2011.  | Hanti-Mansijsk       |
| 2012.  | Ruhpolding           |
| 2013.  | Nové Město na Moravě |
| 2015.  | Kontiolahti          |
| 2016.  | Oslo                 |
| 2017.  | Hochfilzen           |
| 2019.  | Östersund            |
| 2020.  | Antholz              |
| 2021.  | Pokljuka             |
| 2023.  | Oberhof              |
| 2024.  | Nové Město na Moravě |
| 2025.  | Lenzerheide          |